# Tamworth Castle
Tamworth Castle er en normannisk borg. En listed building af første grad, der ligger hvor floderne Anker og Tame løber sammen ved byen Tamworth i Staffordshire i England. Før grænseændringen i 1889 lå fæstningen på grænsen af Warwickshire, mens det meste af byen lå i Staffordshire.
Stedet har været residens for mercias konger i den angelsaksiske periode, men forfaldt efter flere vikingeinvasioner. Den blev befæstet igen efter normannernes erobring af England, og bygningen er står i dag som en af de bedst bevarede motte-and-bailey-fæstninger i England-